# Le vacanze di Maigret
Le vacanze di Maigret (titolo originale francese Les Vacances de Maigret) è un romanzo poliziesco di Georges Simenon con protagonista il commissario Maigret, il ventottesimo della serie dedicata al celebre personaggio. Ambientato a Les Sables-d'Olonne, una piccola località marittima in Vandea, alla fine degli anni Quaranta, l'inchiesta si svolge tra il 4 e l'8 agosto.
L'autore scrisse la storia in 10 giorni, fra l'11 e il 20 novembre 1947 a Tucson, in Arizona (USA). Il libro fu pubblicato il 14 giugno 1948 per i tipi della Presses de la Cité.
Simenon conosceva bene la località costiera: l'aveva visitata una prima volta nel 1927 con la prima moglie detta "Tigy", subito dopo la conclusione della sua relazione con Joséphine Baker. Nell'estate del 1944, invece, Simenon tornò a Les Sables-d'Olonne per curare un'infezione virale; rimarrà in questa località sino alla fine della Seconda Guerra Mondiale.

## Trama

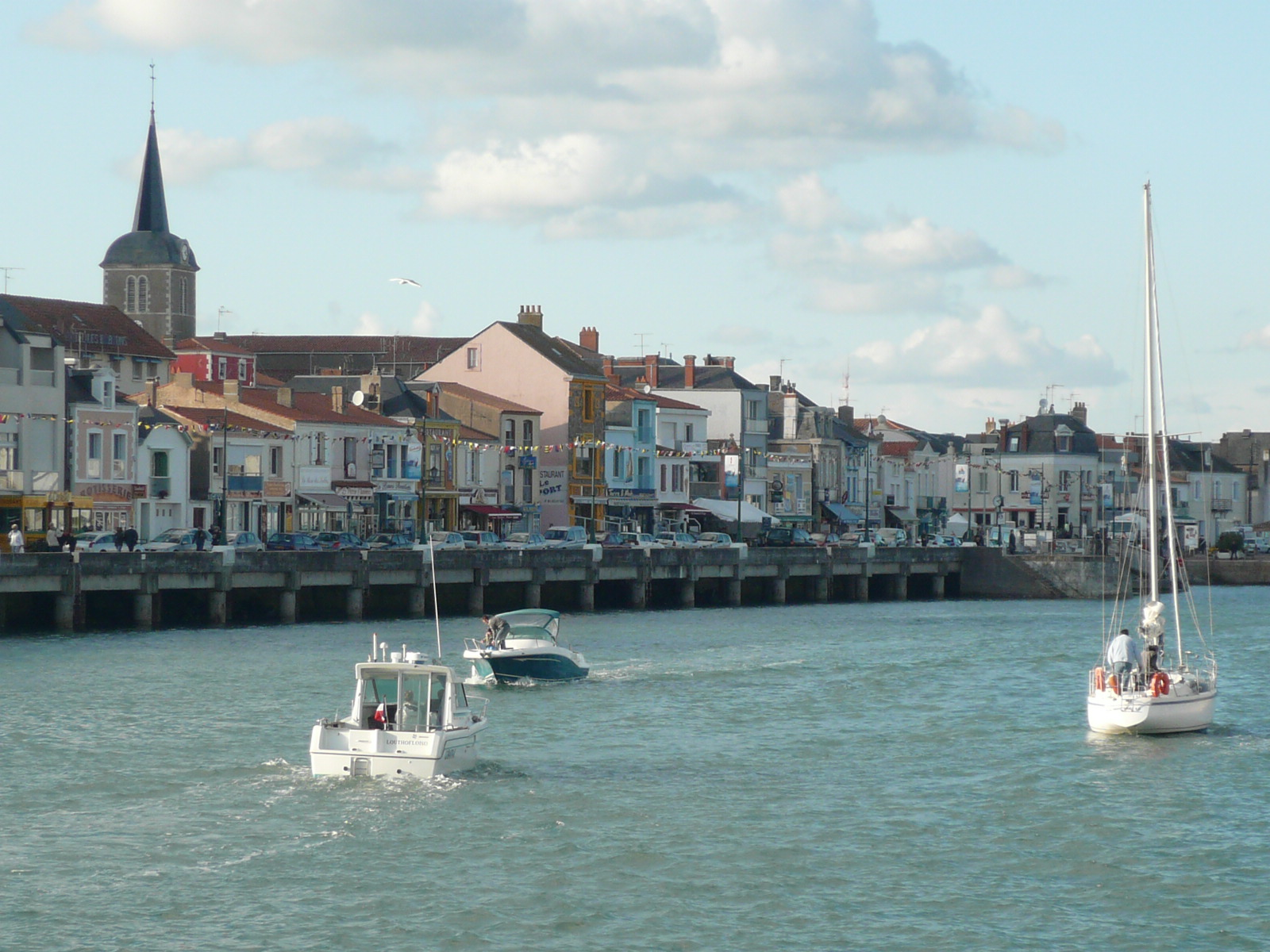
Le chenal des Sables d'Olonne

Maigret e la moglie sono in vacanza a Les Sables-d'Olonne, ma un attacco di appendicite costringe la signora Maigret a sottoporsi ad un intervento chirurgico urgente. Una sera, rientrando in albergo dopo aver fatto visita alla moglie in ospedale, Maigret si accorge di avere nella tasca della giacca un messaggio anonimo che lo prega di andare a visitare la paziente della stanza numero 15. La paziente muore il giorno successivo, dopo essere stata in coma per giorni a seguito, stando alle testimonianze raccolte, di un incidente d'auto.
Maigret non può indagare formalmente, essendo in vacanza fuori dalla sua giurisdizione, tuttavia non può fare a meno di investigare sul caso e seguire le tracce che partono dal messaggio anonimo che gli è stato infilato in tasca a sua insaputa.
La giovane ragazza deceduta è la cognata del dottor Philippe Bellamy, noto medico locale. Maigret viene a sapere che questi era alla guida dell'auto quando si è verificato l'incidente. 
Il commissario inoltre viene a conoscenza che il medico è sposato con una donna di grande bellezza, tale Odette, e che ne è tremendamente geloso. 
Invitato a casa dal dottore stesso, entrando i due vedono uscire di corsa una ragazzina dall'aria spaventata, Lucille. Maigret pur non conoscendola ancora cercherà poi di rintracciarla, ma purtroppo questa verrà rinvenuta morta il giorno appresso. Scoprirà inoltre che anche Emile, il fratello della ragazzina, ha lasciato da poco la sua famiglia per andare a vivere a Parigi ma non ha più dato notizie di sé. Alla fine il commissario scopre che Odette, la moglie del medico, ed Emile erano amanti e progettavano la fuga insieme, comunicando tramite un'amica di Odette e la stessa Lucille. Riuscirà in ultimo a far confessare al dottore i due omicidi, quello di Emile e della sorellina Lucille e il suicidio della cognata, perdutamente innamorata del medico, che aveva intravisto il cadavere di Emile nello studio del dottore.

## Adattamenti

### Televisione
- Les Vacances de Maigret, telefilm canadese del 1956, realizzato da Jean Faucher, con Henri Norbert (Commissaire Maigret).
- Episodio dal titolo On Holiday, facente parte della serie televisiva Maigret, diretto da Eric Taylor e trasmesso per la prima volta sulla BBC il 2 gennaio 1961, con Rupert Davies nel ruolo del commissario Maigret.
- Maigret met vakantie, adattamento per la TV olandese apparso nel 1968, con Jan Teulings (Maigret).
- Episodio dal titolo Maigret en vacances, facente parte della serie televisiva Les enquêtes du commissaire Maigret per la regia di Claude Barma, trasmesso per la prima volta su Antenne 2 il 10 aprile 1971, con Jean Richard nel ruolo del commissario Maigret, Jean Desailly (il dottor Bellamy), Dominique Blanchar (Madame Maigret), Gisèle Casadesus (la Madre Superiora).
- Episodio dal titolo Les Vacances de Maigret, facente parte della serie televisiva Il commissario Maigret per la regia di Pierre Joassin, trasmesso per la prima volta l'8 settembre 1995, con Bruno Cremer nel ruolo del commissario Maigret, Anne Bellec (Madame Maigret), Yolande Moreau (Madame Popineau). In Italia l'episodio è stato trasmesso col titolo Maigret in vacanza.

## Edizioni italiane
- Le vacanze di Maigret, traduzione di Sarah Cantoni, Collana Il girasole n°10. Biblioteca Economica, Milano, Mondadori, 1954.[2] - Collana Il girasole n°144, Mondadori, 1960; Collana Le inchieste del commissario Maigret n°22, Mondadori, 1967; Collana Oscar n°484, Mondadori, 1973.[3]
- Le vacanze di Maigret, traduzione di Eileen Romano, Collana Oscar Gialli n°216, Milano, Mondadori, 1990.
- Le vacanze di Maigret, traduzione di Laura Frausin Guarino, Collana gli Adelphi. Le inchieste di Maigret nº154, Milano, Adelphi, 1999, ISBN 978-88-459-1472-0.
- in  I Maigret 6, Collana Maigret, Milano, Adelphi, 2014, ISBN 978-88-459-2952-6. - nuova ed., 2019, ISBN 978-88-459-3378-3.